# Димитриос Йоанидис
Димитриос Йоанидис (на гръцки: Δημήτριος Ιωαννίδης) е гръцки офицер и политик.

## Биография
Той е роден на 13 март 1923 година в Атина. Участва в Гръцката гражданска война на страната на правителството, а по-късно служи в лагера Макронисос. Участва активно в държавния преврат от 1967 година, след който е сред водещите фигури на военната хунта, оглавявайки военната полиция. През 1973 година се противопоставя на президента Георгиос Пападопулос и оглавява нов преврат. На следващата година организира военния преврат в Кипър, довел до военната интервенция на Турция, а по-късно и до свалянето на гръцката хунта. През 1975 година Йоанидис е осъден на смърт за държавна измяна и съучастие в убийства, но присъдата му е заменена с доживотен затвор.
Димитриос Йоанидис умира на 16 август 2010 година.